# Johannes Gutschmidt
Johannes Gutschmidt (* 6. November 1876 in Berlin-Schöneberg; † 11. März 1961 ebenda) war ein deutscher Offizier, der im Zweiten Weltkrieg als Kommandant von Kriegsgefangenenlagern an der Ostfront tätig war.
Johannes Gutschmidt war im Ersten Weltkrieg Hauptmann und Batteriechef an der Westfront. Er wurde dreimal verwundet und mit beiden Klassen des Eisernen Kreuzes ausgezeichnet. Zu Ende des Krieges wurde ihm die Schädeldecke zertrümmert. 1920 wurde Gutschmidt aus der Armee entlassen.
Im Zweiten Weltkrieg wurde er reaktiviert und war von 1939 bis 1944 Kommandant von Durchgangslagern für Kriegsgefangene in Frankreich, Polen und der Sowjetunion (Russland, Belarus und Ukraine). Über diese Zeit führte er Tagebuch.
Die 474 Doppelseiten des Tagebuches gelangten 1971 in das Freiburger Militärarchiv. Im Jahr 2001 wurde es dort von dem Historiker Christian Hartmann wiederentdeckt und gilt seitdem als wichtiges zeitgenössisches Geschichtsdokument.